# Folivoor
Een folivoor (oorspronkelijk: foliivoor) is een dier dat zich vrijwel uitsluitend met bladeren voedt. 
Folivoren zijn specialisten binnen de groep herbivoren. Folivore dieren vindt men bij uiteenlopende groepen dieren, van insecten en apen tot reptielen. Voorbeelden zijn het wandelend blad en de wandelende tak, de Indri (een halfaap), en enkele reptielen zijn de groene leguaan en de doornstaartagamen uit het geslacht Uromastyx, die een voorkeur hebben voor bloemblaadjes. Veel reptielen die bladeren eten doen dat voornamelijk op oudere leeftijd, en eten als juveniel meer prooien.

## Naamgeving
Het woord folivoor of foliivoor is afgeleid van de Latijnse woorden folium ("blad") en vorare ("eten, verslinden").